# 林詠渝
林詠渝 （英語：Janice Lam Wing Yu，2005年4月4日—），香港童星，代表作為《我的如意狼君》，亦為藝員林子博之女兒。她的弟弟是林卓楠，經常與鍾紹圖合作，2009年第一次拍廣告羽壽司。

## 無綫電視
| 首播   | 劇名               | 角色                 |
| 2011年 | 我的如意狼君       | 徐 芯（童年）／徐 歡 |
| 2012年 | 護花危情           | 喬子琳（幼年）       |
| 2012年 | 天梯               | 賀思予               |
| 2012年 | 幸福摩天輪         | 陳小雲               |
| 2013年 | 師父·明白了        | 胡 蝶（童年）        |
| 2014年 | 我們的天空         | 馬婉玲               |
| 2014年 | 區區有鬼故～屍棉被 |                      |
| 2015年 | 東坡家事           | 蘇 邁（反串演出）    |
| 2016年 | 公公出宮           | 黃 蓮（童年）        |

## 電影
| 年份   | 電影名稱   | 角色          |
| 2016年 | 綁架丁丁當 | 丁 丁（童年） |

## MV
- 《藍色星球》洪卓立

- 《小人兒》林子博

- 《大大小世界》林子博

## 其他

### 無線電視
- 2011：311日本福島賑災宣傳
- 2013：長隆旅遊特輯
- 2014：區區有運行 - 嘉賓
- 2014：戒煙大贏家 - 表演嘉賓
- 2014：快樂聯盟 - 嘉賓
- 2015：萬里尋爸2 - 嘉賓
- 2016：新春開運王 - 嘉賓
- 2016：萬里尋爸4 - 嘉賓
- 2017：1+1的幸福 - 嘉賓

### 香港開電視
- 2020：我的志願速成班 - 嘉賓

## 廣告
- 2009：羽壽司 - 1
- 2009：子宮頸癌疫苗廣告
- 2010：羽壽司 - 2
- 2010：唐安麒美容廣告雜誌
- 2011：國內樓盤廣告
- 2014：金寶鐘洗潔精廣告
- 2017：HKCarbali服裝廣告
- 2019：百老匯《造就更好》微電影+廣告

## 相關報導
- 林子博支持孩子追夢（页面存档备份，存于）
- 學校畀人蝦！林子博仔仔學拳保護自己（页面存档备份，存于）

## 外部連結
- 林詠渝個人Facebook
- 林詠渝的Instagram帳戶
- 童.話 - 林詠渝、林卓楠的Facebook專頁
- 牛奶糖林詠渝fansclub的新浪微博
- LWY林詠渝的新浪微博（页面存档备份，存于）